# Mimudea triguttata
Mimudea triguttata is een vlinder van de familie van de grasmotten (Crambidae), uit de onderfamilie van de Spilomelinae. De wetenschappelijke naam van deze soort is voor het eerst voorgesteld als Oeobia triguttata door Edward Meyrick in een publicatie uit 1938.
De soort komt voor in Indonesië (Java).